# ヤスベェのあした「転機」になぁれ!
「ヤスベェーのあした「転機」になあれ」（ヤスベェーのあしたてんきになあれ）は、山口放送ラジオ（KRYラジオ）で放送されているラジオ番組。

## 概要
- 2011年（平成23年）10月から始まった、地元タレント大谷泰彦が出演している番組。
- 山口県を応援する超・密着プログラム。頑張っている人たちに明るい転機が訪れ、笑顔が導くてんこ盛り!ラジオの魅力を最大限に発揮し、未来に希望の明かりを点すラジオ新時代プログラム。
- 2022年4月より、『ヤスベェの人生100歳満点!』にタイトルを変更し、シニア層を対象とする番組となった。
- 2023年4月より、放送時間を土曜7:00-7:30に変更。

## 出演者
- 大谷泰彦
- 河村啓太郎

## 放送時間
- 土曜日 7:00-7:30（2023年4月-）
- 日曜日 17:00-17:30（2011年10月-2023年3月）